# Pollex newguineai
Pollex newguineai là một loài bướm đêm thuộc họ Erebidae. Nó được tìm thấy ở Irian Jaya.
Sải cánh dài khoảng 11 mm. Cánh trước màu nâu đen. Cánh dưới màu nâu đồng nhất.